# Petrus Leonardus Bergansius
Petrus Leonardus Bergansius (Delft, 3 augustus 1860 - Ede, 7 oktober 1940) was een Nederlands generaal-majoor bij de landmacht.
op 17-jarige leeftijd werd hij reeds toegelaten op de KMA in Breda, als cadet voor de artillerie. Hij werd bevorderd in 1881 tot eerste luitenant en werd geplaatst bij het 1e Regiment Vesting Artillerie. Van hieruit werd hij gedetacheerd naar de Krijgsschool. Vervolgens volgden verschillende functies en bevorderingen bij de artillerie. In 1869 werd hij bevorderd tot kapitein en in 1910 tot majoor. Hij trouwde in Roermond op 18 januari 1887 met de uit Leeuwarden afkomstige Anna Wilhelmina Daniella Cornelia Van Gorkum.
Als majoor was hij initiatiefnemer voor de nieuwe Cursus voor Reserve Officieren der Bereden Artillerie. In 1915 werd Bergansius bevorderd tot kolonel en werd hij commandant van het 1e Regiment Veldartillerie. In 1918 nam hij eervol ontslag en werd hij bevorderd tot generaal-majoor.
De P.L. Bergansiuskazerne in Ede werd in 1936 naar hem vernoemd. Hij was toen 76 jaar. Vier jaar later overleed hij. Zijn oom was Minister van Oorlog Johannes Willem Bergansius.